# Курчанинове (зупинний пункт)
Курчанинове — не діючий (станом на 2024 рік) зупинний пункт на залізничному напрямку Харків — Льгов, який знаходиться на території Суджанського району Курської області за 2 км від села Козача Локня (околиці сіл Південний і Зозулівка), перегін Суджа — Локинська.

## Історія
Роз'їзд Курчанинове відкритий в 1925 році як непасажирський, з 1926 року – пасажирський роз’їзд 49-ї версти. Сучасну назву роз’їзд отримав в 1928 році, — на честь однойменного старого села Курчанинівка поблизу міста Суджа, яке включено до складу села Мартинівка. 
В середині 1960-х років був уперше переведений в категорію зупинних пунктів приміських поїздів. Однак категорію роз’їзду роздільному пунктові протягом подальшої історії його існування ще повертали, а поїзди далекого сполучення тут зупинялися (із перервами) до 1995 року. 
У другій половині 1990-х років роз’їзд Курчанинове остаточно став зупинним пунктом приміських потягів без колійного розвитку. Рух приміських потягів тут остаточно було закрито у 2013 році.